# Paulino de Nola
Paulino de Nola, nacido como Poncio Meropio Ancio (Burdeos, 355- Nola 431) fue un senador romano de origen galo, obispo de Nola, diócesis situada en la provincia de Nápoles, en el siglo V. Es venerado como santo de la Iglesia católica y considerado el patrón de los campaneros.

## La formación
Descendiente de una ilustre familia de senadores y cónsules, era hijo del prefecto de la provincia de Aquitania. Sus estudios fueron encargados a un amigo de su padre, el poeta Ausonio, quien enseñaba en Burdeos. Educado en la severidad de los estudios y sobre todo en la poesía, estudió leyes y los sistemas filosóficos de aquel tiempo. Estudió también física. A los quince años, cuando su maestro se trasladó a Milán, completó su instrucción literaria.

## La conversión
Con algo más de veinte años fue nombrado entre los seiscientos senadores. En el 378, abandonó el cargo ya que le esperaba el gobierno de una provincia senatorial; pero él escogió la Campania. Antes de estar en Capua, prefirió Nola donde se venereba a San Félix. En Barcelona conoció a Teresa, mujer rica y bella, que a diferencia de él, era cristiana y bautizada. Teresa sirvió de consorte para guiar a Paulino por el camino de la conversión. En el año 389, a los 35 años, en la iglesia de Burdeos, recibió el bautismo por parte del obispo San Delfín. En el 392 de esta pareja nació Celso, que murió ocho días después de su nacimiento. Este hecho lo marcó para siempre, y le empujó aún más a refugiarse en la fe, decidiendo separarse del mundo y refugiarse en la vida religiosa. Su camino de conversión es completo. Antes de regresar a Aquitania, en medio de una extravagante ceremonia pagana, se cortó la barba y la consagró simbólicamente a San Félix.

## Las obras
En el 393 Paulino se estableció en Barcelona, y durante una misa celebrada en la fiesta de Navidad, los fieles lo invocaron diciendo: “¡Paulino sacerdote!”. Decidió recibir los votos y hacerse sacerdote, según la máxima Vox pópuli, vox Dei (La voz del pueblo es la voz de Dios) de manos de Lampius, obispo de Barcelona. Después de la ordenación, en el 394, partió en viaje a Italia donde conoció a san Ambrosio. Durante su estadía en Toscana, él y su mujer decidieron dedicarse completamente a la vida monástica. Se estableció en Nola, donde había residido cuando fue gobernador de Campania, y donde se encontraba la tumba del mártir san Félix, del cual era particularmente devoto.
Fundó un cenobio masculino y otro femenino, que se distinguían por la intensa vida de oración y por la asistencia a los pobres. Apenas llegado enfermó gravemente, y sólo sanó después de un largo tiempo. Una leyenda hagiográfica narra que la curación se debió a un milagro, obra de san Félix. Enseguida erigió una Basílica en honor al santo (en el puesto donde se encontraba un antiguo santuario, mucho más modesto) y alrededor de ella edificó una serie de claustros ricos de columnas y de fuentes para acoger a los miles de peregrinos que iban cada año al altar de san Félix. Su mujer Teresa murió entre el 409 y el 414, pero no se conserva documentación sobre el hecho de su muerte.

## El culto derivado del Saqueo de Roma: la fiesta de los Lirios de Nola
El 24 de agosto de 410 Alarico I, rey de los visigodos, entró en Roma y la saqueó. En aquel mismo año muere Pablo, obispo de Nola, justo cuando Alarico se encontraba a las puertas de la ciudad. El pueblo de los fieles, en una situación análoga a la de Barcelona, invocó: «¡Paulino Obispo!», y él aceptó el cargo. Nola fue conquistada y devastada por los visigodos, y gran parte de los habitantes fueron hechos prisioneros. Paulino vendió caritativamente todos sus bienes para rescatar a los prisioneros, incluida la cruz episcopal. Cuando se quedó sin nada más, ofreció su propia persona a los invasores para rescatar al único hijo de una viuda. Llegado a África, fue vendido como esclavo, convirtiéndose en el jardinero de su señor. Un día Paulino tuvo un sueño en el cual presidía un tribunal de jueces contra el rey, cuya muerte inminente profetizó. Comunicó el sueño a su señor, quien lo condujo ante el rey, quien se llenó de miedo. Interrogado y descubierto su cargo de obispo, el rey le dijo: «Pídeme aquello que quieras y te será dado». Paulino respondió que no deseaba otra cosa que su liberación y la de todos los habitantes de Nola. Así sucedió, de tal modo que regresaron a su pueblo acompañados de barcos llenos de grano. Sobre la playa de Torre Annunziata, fue acogido junto con los prisioneros rescatados de los fieles de Nola que llevaban y batían ramos de flores. Aún hoy existe esta tradición de acogida. Cada año, el 22 de junio (o el domingo posterior si tal fecha no coincide en domingo), en Nola se celebra la fiesta de los Lirios en su honor.

## Un resumen hagiográfico de su muerte
En el 431, Uranio, discípulo de Paulino, deja escritos hagiográficos sobre su muerte: “Pasado el día viene la noche. Hasta casi la media noche reposó un poco, pero después el dolor en el lado izquierdo, unido a aquel de las punturas de fuego, probablemente del herpes zóster, lo levantó y, hasta las cinco respiró penosamente. A la aurora el santo hombre quiso observar todas sus costumbres. Fueron llamados en torno a él presbíteros, diáconos y todo el clero a los cuales dirigió una instrucción sobre el espíritu de paz y más tarde, apenas vio que había llegado la hora de la oración vespertina, extendió los brazos, cantando con lenta voz. Todo quedó en silencio, y alrededor de las cuatro de la madrugada del 22 de junio, mientras los presentes velaban, en un instante un violento terremoto sacudió la celda, y todos aquellos que se encontraban alrededor de la cama se postraron de rodillas a rezar. Fue en aquel momento cuando Paulino, sobre alas de ángeles, encomendó su alma a Dios. Fue sepultado según su deseo: estar junto a la tumba de san Félix.

## Escritos
Paulino mantenía buenas relaciones epistolares con los más prestigiosos religiosos de aquel tiempo, en particular con San Ambrosio, San Jerónimo y San Agustín. Su epistolario comprende 49 cartas.
Escribió, además, los Carmina (poemas) que siguen siendo una de los más altos testimonios de la poesía cristiana de los primeros siglos. Han llegado a nosotros 33 carmina, 14 de ellos natalicios. Compuso uno cada año durante su estancia en Nola, para el 14 de enero, día del martirio de san Félix. En el periodo de formación y de estudios compuso varios poemas, pero no nos queda rastro de ninguno de ellos.

## Edición en castellano
- Paulino de Nola (2005). Poemas. Traducción Juan José Cienfuegos García. Madrid: Editorial Gredos. ISBN 84-249-2761-3.